# Otto von Plüskow
Hermann Otto Hugo Ferdinand von Plüskow (Weimar, 20. lipnja 1852. -  Kassel, 26. ožujka 1925.) je bio njemački general i vojni zapovjednik. Tijekom Prvog svjetskog rata zapovijedao je s XI. i VIII. korpusom na Zapadnom i Istočnom bojištu.

## Vojna karijera
Otto von Plüskow rođen je 20. lipnja 1852. u Weimaru. U prusku vojsku stupio je 1872. godine nakon čega je služio u raznim vojnim jedinicama smještenim u Potsdamu. Čin pukovnika dostigao je 1905. godine, general bojnikom je postao 1909. godine, dok je 1911. godine promaknut u čin general poručnika kada je postao i zapovjednikom 25. pješačke divizije smještene u Darmstadtu. U siječnju 1914. postaje zapovjednikom XI. korpusa smještenog u Kasselu na čijem je čelu dočekao i početak Prvog svjetskog rata.

## Prvi svjetski rat
Na početku Prvog svjetskog rata XI., korpus se nalazio u sastavu 3. armije kojom je zapovijedao Max von Hausen. Zapovijedajući navedenim korpusom Plüskow sudjeluje u opsadi Namura. Krajem kolovoza međutim, Plüskow i XI. korpus su premješteni na Istočno bojište gdje XI. korpus ulazi najprije u sastav 8. armije, te ubrzo nakon toga u sastav novoformirane 9. armije u sklopu koje sudjeluje u Bitci kod Lodza. U ožujku 1917. Plüskow postaje zapovjednikom VIII. korpusa kojim zapovijeda dva mjeseca nakon čega je stavljen na raspolaganje pri čemu je istodobno odlikovan i ordenom Pour le Mérite.

## Poslije rata
Plüskow do kraja rata nije dobio novo zapovjedništvo. Preminuo je 26. ožujka 1925. godine u 73. godini života u Kasselu.

## Vanjske poveznice
(eng.) Otto von Plüskow na stranici Prussianmachine.com

(njem.) Otto von Plüskow na stranici Deutschland14-18.de  Arhivirana inačica izvorne stranice od 2. travnja 2016. (Wayback Machine)